# Kemeler Heide

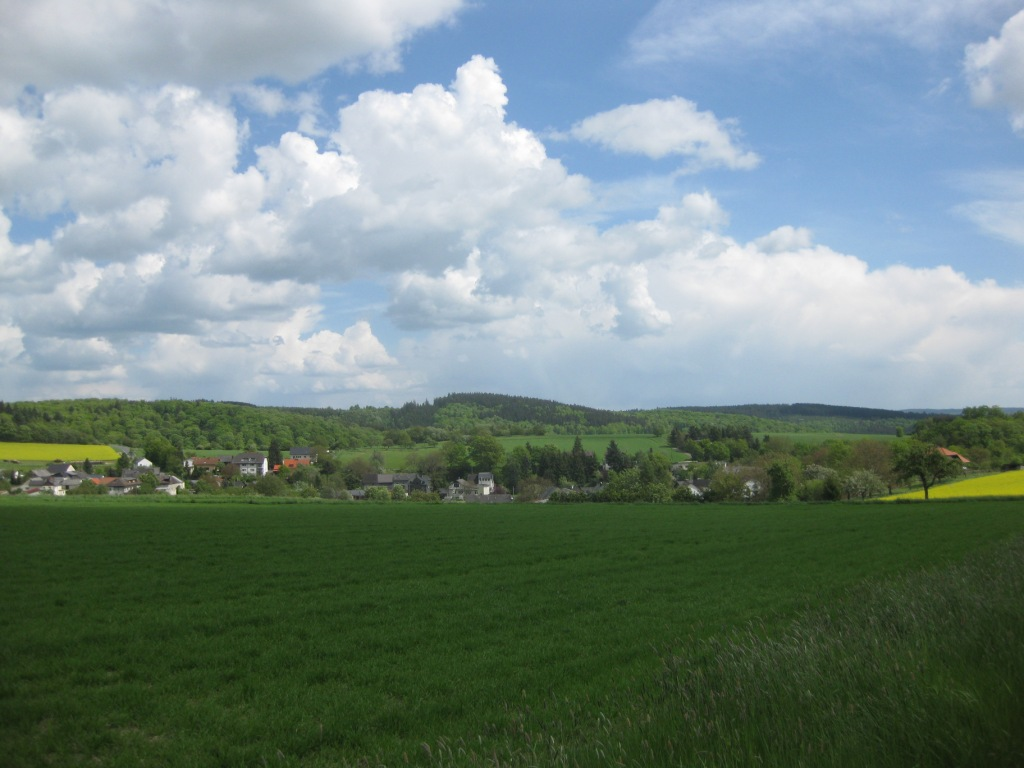
Kemeler Rücken (Kemeler Heide) mit Mappershainer Kopf (mittig), davor Langschied

Die Kemeler Heide im Mittelgebirge Taunus (Haupteinheitengruppe 30) ist eine historische Landschaft im  westlichen Hintertaunus (Haupteinheit 304) und ist heute Teil des größten zusammenhängenden Waldgebietes in Hessen.
Naturräumlich gehört sie zum Westlichen Aartaunus (Kemeler Rücken) (Kennziffer 304.1). Nach Südwesten schließt sich die Zorner Hochfläche (304.5) an die Kemeler Heide an.
Die Waldbedeckung beträgt mehr als 60 %. Bis ins 19. Jahrhundert wurde ein Großteil der Landschaft noch als Heide genutzt und später aufgeforstet. Die Hochscholle der Kemeler Heide liegt zwischen 500 und 550 m Höhe und erreicht seine höchsten Erhebungen im Mappershainer Kopf mit 548 m ü. NN und Grauen Kopf mit 543,4 m ü. NN.
Hauptorte am Rande der Kemeler Heide sind Heidenrod-Kemel (Süden), Holzhausen an der Haide (Nordwesten), Nastätten (Westen) und Laufenselden (Nordosten).